# جوسفالدو فيريرا
مانويل جيسوالدو فيريرا (بالبرتغالية: Manuel Jesualdo Ferreira) (من مواليد 24 مايو 1946) هو مدرب كرة قدم برتغالي وهو المدرب السابق لفريق الزمالك الأول في الدوري المصري الممتاز.
في مسيرته الإدارية المستمرة لأكثر من أربعين عامًا، كان مسؤولاً عن جميع الثلاثة الكبار في بلاده وحقق أعظم نجاحاته في نادي بورتو، حيث أصبح أول مدرب يفوز بثلاثة ألقاب متتالية فيالدوري البرتغالي الممتاز، كما أنه رفع لقب كأس البرتغال مرتين. قدم فيريرا موسمًا رائعًا وناجحًا في مصر كمدرب للزمالك قاد النادي للفوز بالدوري المصري الممتاز 2014–15 وكأس مصر 2014–15 ، ولكن بعد خسارته كأس السوبر المصري 2015 ، قرر الإنتقال إلى قطر حيث حصل على عرض لإدارة نادي السد. حصل مع نادى السد على لقب دوري نجوم قطر 2018–19، وكأس قطر 2017، وكأس أمير قطر 2017، وكأس السوبر القطري 2017، عاد مرة أخرى لنادي الزمالك وحقق لقب كأس مصر 2020–21.

## مسيرته التدريبية

### براغا
في 19 أبريل 2003، عين براغا فيريرا لإدارة الفريق، ثم كان على وشك الهبوط. وقاد براغا إلى المركز الرابع عشر بفارق نقطتين فقط عن منطقة الهبوط. في مواسم 2003-2004 و2004-2005 و2005-2006، حقق براغا جولات رائعة في الدوري، ومع لاعبين مثل جواو توماس وويندير، قاتلوا من أجل اللقب في 2004-05. إحتل براغا إلى المركز الخامس 2003-2004 والمركز الرابع في مرتين 2004-2005 و2005-2006.

### بورتو
وتعد فترة تولى فيريرا مسئولية تدريب بورتو الأبرز في مشواره المهنى حيث حقق معه لقب الدورى البرتغالى ثلاث مرات متتالية مواسم 2006-2007 و 2007-2008 و 2008-2009 كما حقق معه بطولة كأس البرتغال مرتين 2008-2009 و 2009-2010 وكذلك لقب السوبر البرتغالى موسم 2008-2009. كما حصل فيريرا على لقب أفضل مدرب في البرتغال ثلاثة مرات مواسم 2006-2007 و 2007-2008 و 2008-2009 .

### مالقا
في 17 يونيو 2010، وقع نادي مالقا من الدوري الإسباني مع فيريرا على عقد مدته ثلاث سنوات بعد أن ألغى صفقته في بورتو. بعد تسع مباريات بالدوري المحلي، وعدم الفوز مع الفريق في ست مباريات وإحتلاله المركز 18 في الجدول، أُقيل في 2 نوفمبر.

### باناثينايكوس
ثم تم التعاقد مع فيريرا من قبل نادي باناثينايكوساليوناني، حيث وقع عقدًا لمدة سنة ونصف في 20 نوفمبر 2010. جاء فيريرا ليحل محل نيكوس نيوبلياس، الذي أقيل بعد النتائج المخيبة للآمال في الدوري اليوناني ومرحلة المجموعات بدوري أبطال أوروبا.
بعد حبه للفريق، بقي فيريرا كمدرب رئيسي لباناثينايكوس على الرغم من المشاكل الاقتصادية والانقطاع داخل عملية الفريق. بعد إخفاقه في التأهل لدوري أبطال أوروبا 2011-12 في الدور الثالث من التصفيات، حافظ على الروح وكان باناثينايكوس أولًا في الدور الأول من الدوري والنهائي الثاني في التصفيات. عُرض على فيريرا لاحقًا عقدًا جديدًا مدته عام واحد، لكنه استقال لاحقًا من منصبه في 14 نوفمبر 2012.

### سبورتنج لشبونة
بعد شهر من استقالة فيريرا من باناثينايكوس، عينه نادي سبورتنج لشبونة في منصب إداري حيث سيدير جميع فرق كرة القدم في سبورتنج. في 7 يناير 2013، بعد أن أقال فريق سبورتنج مديره فرانكي فيركواتيرين بعد سلسلة طويلة من النتائج المتواضعة، تم تعيين فيريرا بديلاً له. بعد أشهر فقط، في 20 مايو، تم إعلان ليوناردو جارديم مدربًا جديدًا لنادي لشبونة. ونتيجة لذلك، أُقيل فيريرا على الفور.

### العودة إلي براغا
في مايو 2013، كان فيريرا اختيار رئيس نادي براغا أنطونيو سلفادور لإدارة النادي وقيادة إعادة تشكيل الفريق المحترف بعد موسم مخيب للآمال انتهى بعدم التأهل لدوري أبطال أوروبا 2013-14. فيريرا، الذي شغل سابقًا منصب المدير الفني الأول لسلفادور في فترة رئاسته عام 2003، أصبح أول من درب الفريق في مناسبتين مختلفتين تحت قيادة سلفادور. في فبراير، بعد التعادل مع أروكا على ملعب براقرة البلدي، غادر فيريرا النادي بسبب سلسلة النتائج السيئة.

### الزمالك
في فبراير 2015، تم تعيين فيريرا كمدرب لنادي الزمالك. وقاد النادي إلى لقبه الثاني عشر في الدوري المصري الممتاز، وهو أول لقب له في الدوري منذ 2004، وقاد النادي للفوز بثنائية محلية بفوزه على الأهلي 2-0، في نهائي كأس مصر. ومع ذلك، لم يستطع تكرار هذا الفوز الفذ ضد الأهلي مرة أخرى في كأس السوبر المصري، حيث خسروا 3-2 أمام غريمهم اللدود. استقال فيريرا من الزمالك في 21 نوفمبر 2015.

### السد

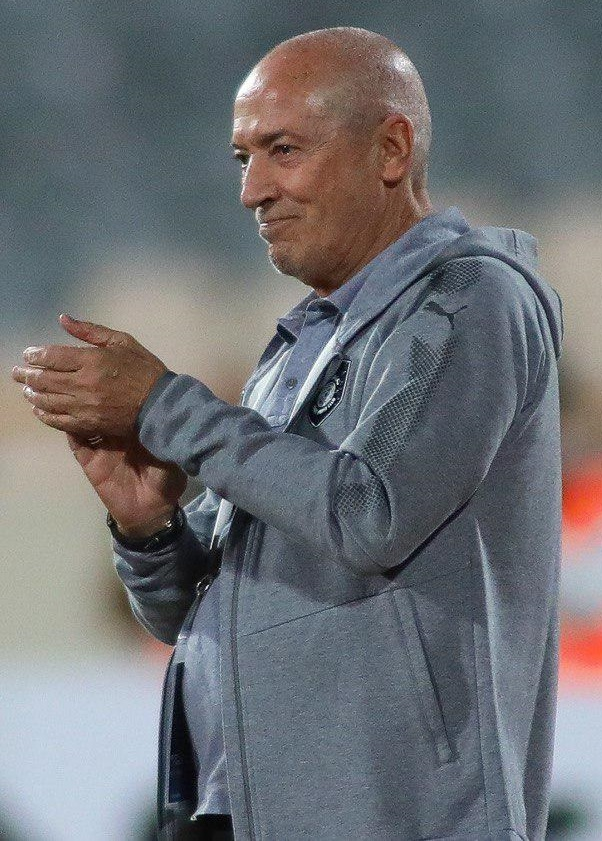
فيريرا مع السد في 2019

في 28 نوفمبر 2015، تم تعيين فيريرا مدربًا لنادي السد، في صفقة مدتها ستة أشهر مع خيار سنة أخرى. بعد فوزه بدوري نجوم قطر 2018-19 مع تبقي مباراة يلعبها، ترك الفريق في مايو وحل محله تشافي.

### سانتوس
في 23 ديسمبر 2019، تم تعيين فيريرا مديرًا لنادي سانتوس، بعد توقيع عقد لمدة عام واحد. في 5 أغسطس التالي، بعد إقصائه من بطولة باوليستا 2020، أُقيل فيريرا.

### العودة إلى بوافيستا
في 14 ديسمبر 2020، عاد فيريرا إلي البرتغال لأول مرة منذ أكثر من ست سنوات، ليحل محل فاسكو سيبرا في بوافيستا حتى يونيو 2022. ساعد النادي في تجنب أي تهديد بالهبوط في اليوم الأخير من الموسم وأصبح أكبر مدرب سناً في الدوري البرتغالي، مع اختتام البطولة قبل بلوغه 75 عامًا. وافق على إنهاء عقده قبل عام في وقت مبكر من يونيو 2021، للسماح للنادي بالتعاقد مع جواو بيدرو سوزا.

### العودة إلى الزمالك
في 04 مارس 2022، اتم مسئولو نادى الزمالك الاتفاق مع البرتغالى جوسفالدو فيريرا ليعود لتولى مهمة قيادة الفريق الكروى الأول للولاية الثانية، خلفًا للفرنسى باتريس كارتيرون الذي تمت إقالته بسبب سوء نتائج الفريق.

## إنجازاته

### الأندية

#### بورتو
- الدوري البرتغالي الممتاز: 2006–07، 2007–08، 2008–09
- كأس البرتغال: 2008–09، 2009–10
- كأس السوبر البرتغالي: 2009

#### الزمالك
- الدوري المصري الممتاز: 2014–15، 2021–22
- كأس مصر: 2014–15، 2020–21

#### السد
- دوري نجوم قطر: 2018–19
- كأس قطر: 2017
- كأس أمير قطر: 2017
- كأس السوبر القطري: 2017

### الفردية
- أفضل مدرب في الدوري البرتغالي: 2006–07، 2007–08، 2008–09
- أفضل مدرب في الدوري المصري الممتاز: 2015، 2022
- أفضل مدرب في دوري نجوم قطر: 2017، 2019

## وصلات خارجية
- جوسفالدو فيريرا على موقع قاعدة بيانات كرة القدم.إي يو (الإنجليزية)
- جوسفالدو فيريرا على موقع Soccerbase.com (مدرب) (الإنجليزية)
- جوسفالدو فيريرا على موقع Soccerway.com (الإنجليزية)
- جوسفالدو فيريرا على موقع عالم كرة القدم.نت (الإنجليزية)
- جوسفالدو فيريرا على موقع كووورة

- الزمالك يفاوض البرتغالي جوسفالدو فيريرا- ياهو الرياضي
- ZeroZero Profile – Jesualdo Ferreira